# Geneviève Dreyfus-Armand
 (mai 2022).
Si vous disposez d'ouvrages ou d'articles de référence ou si vous connaissez des sites web de qualité traitant du thème abordé ici, merci de compléter l'article en donnant les références utiles à sa vérifiabilité et en les liant à la section « Notes et références ».
Geneviève Dreyfus-Armand est une historienne française, ancienne directrice de la bibliothèque de documentation internationale contemporaine (BDIC) et du musée d'histoire contemporaine,.

## Biographie
Geneviève Dreyfus-Armand, docteur en histoire, conservateur général des bibliothèques, a travaillé sur l'histoire politique et sociale de la France contemporaine et sur les migrations espagnoles au XXe siècle. Elle est l'auteur de plusieurs ouvrages, de nombreux articles et a dirigé diverses publications. Elle a notamment publié L'exil des républicains espagnols en France : de la Guerre civile à la mort de Franco (Albin Michel, 1999).
Conservateur en chef du secteur ibérique et latino-américain de la BDIC, puis responsable également de son département recherche et relations internationales (archives, formation à la recherche en histoire contemporaine), elle a dirigé la BDIC de 1998 à 2009.
Cofondatrice de l'Association des Amis de la BDIC et du Musée en 1981, elle a été secrétaire-adjointe de cette association (1981-1986), puis secrétaire de 1986 à 1989 et vice-présidente de 1989 à 1998. À ce titre, coordinatrice des publications de l'association (Lettre de l'Association des Amis de la BDIC et du Musée et, à partir de 1985, de Matériaux pour l'histoire de notre temps).
Elle a fait partie du conseil scientifique de la Cité nationale de l'histoire de l'immigration de 2003 à 2007 ; elle en a démissionné le 18 mai 2007, avec plusieurs autres historiens, pour protester contre l'instauration du ministère de l'Immigration et de l'Identité nationale. Elle a fait partie du Conseil scientifique de la Maternité d'Elne de 2010 à 2014.
Membre des conseils scientifiques du MUME - Musée mémorial de l'exil de la Junquera -, du Mémorial du camp d'Argelès, du Mémorial de Rivesaltes et de la Maison des mémoires - la Mounière - de Septfonds. Membre du Comité d'histoire de l'Office français de protection des réfugiés et apatrides (OFPRA) depuis 2010.
Cofondatrice du CERMI (Centre d'études et de recherches sur les migrations ibériques) en 1996 ; présidente et directrice de publication de la revue Exils et migrations ibériques au XXe siècle de 2011 à 2018. Présidente d'honneur du CERMI depuis cette date.
Vice-présidente de l'association Présence de Manuel Azaña et présidente d'honneur de Caminar (Coordination nationale des descendants et amis des exilés de l'Espagne républicaine).

## Publications

### Thèse de doctorat en histoire
L’Émigration politique espagnole en France au travers de sa presse, 1939-1975, thèse de doctorat, Institut d’études politique de Paris, 1994, 1417 p.
Consultable en ligne : https://tel.archives-ouvertes.fr/tel-01636618

### Ouvrages
- Les Camps sur la plage, un exil espagnol, avec Emile Temime, Autrement, 1995.
- L'Exil des républicains espagnols en France. De la Guerre civile à la mort de Franco, Albin Michel, 1999.
- L'Espagne, passion française, 1936-1975. Guerres, exils et solidarités, avec Odette Martinez-Maler, les Arènes, 2015.
- Septfonds, 1939-1944. Dans l'archipel des camps français, Le Revenant, 2019.
- Les Républicains espagnols à Rivesaltes : D’un camp à l’autre, leurs enfants témoignent – janvier 1941-novembre 1942, Loubatières, 2020

### Coordinations d'ouvrages
- Mai 68. Les mouvements étudiants en France et dans le monde, avec Laurent Gervereau, Nanterre, BDIC, 1988.
- Les Années 68 : le temps de la contestation, avec Michelle Zancarini-Fournel, Robert Frank et Marie-Françoise Lévy, Complexe/IHTP (Institut d'histoire du Temps présent, CNRS), 2000.
- Renault-sur-Seine. Hommes et lieux de mémoires de l'industrie automobile, avec Jacqueline Costa-Lascoux et Emile Temime, La Découverte, 2007.
- Les Années 68, un monde en mouvement : nouveaux regards sur une histoire plurielle (1962-1981), Paris/Nanterre, Syllepse/BDIC, Musée d'histoire contemporaine, 2008.
- Autour de Manuel Azaña : nation et mémoire en débat, avec Jean-Pierre Amalric, Montauban, Association Présence de Manuel Azaña/éditions Arkhéia, 2011.
- Le Mexique et la République espagnole, avec Jean-Pierre Amalric, Montauban, Association Présence de Manuel Azaña/Toulouse, Méridiennes, 2012.
- Cultures d'exil, avec Rose Duroux et Bernard Sicot, Riveneuve éditions, 2013.
- La Cimade et l'accueil des réfugiés. Identités, répertoires d'actions et politiques de l'asile,1939-1974, avec Dzovinar Kévonian, Marie-Claude Blanc-Chaléard et Marianne Amar, Nanterre, Presses universitaires de Paris-Ouest, 2013.
- La République espagnole et l'Afrique du Nord, avec Jean-Pierre Amalric, Montauban, Association Présence de Manuel Azaña/Toulouse, Méridiennes, 2013.
- La Guerre d'Espagne et la France, avec Jean-Pierre Amalric, Montauban, Association Présence de Manuel Azaña/Toulouse, Méridiennes, 2014.
- L'Art en exil. Les artistes espagnols en France, avec Dolores Fernàndez-Martìnez, Riveneuve éditions, 2014.
- Autour de la Maternité d'Elne. L'action humanitaire de la guerre d'Espagne à nos jours, avec Rose Duroux, Riveneuve éditions, 2015.
- Huit ans de République en Espagne, entre réforme, guerre et révolution, avec Jean-Pierre Amalric et Bruno Vargas, Montauban, Association Présence de Manuel Azaña/Toulouse, Méridiennes (Presses universitaires du Midi), 2017.
- Écritures de la révolution et de la guerre d'Espagne, avec Odette Martinez-Maler, Riveneuve éditions, 2019.